# Matthew Orzech
Matthew Orzech (San Diego, 12 aprile 1995) è un giocatore di football americano statunitense che milita nel ruolo di long snapper per i Green Bay Packers della National Football League (NFL).

## Carriera

### Baltimore Ravens
Orzech firmò con i Baltimore Ravens dopo non essere stato scelto nel Draft NFL 2019. Fu svincolato il 30 agosto 2019.

### Jacksonville Jaguars
Il 1º settembre 2019, Orzech firmò con i Jacksonville Jaguars. Fu svincolato il 5 settembre 2020.

### Miami Dolphins
Il 10 settembre 2020, Orzech firmò con la squadra di allenamento dei Miami Dolphins.

### Tennessee Titans
Il 5 novembre 2020, Orzech firmò con i Tennessee Titans. Fu svincolato il 30 novembre 2020, e rifirmò con la squadra di allenamento due giorni dopo. L'11 gennaio 2021 firmò un nuovo contratto. Il 10 maggio 2021 fu svincolato dai Titans.

### Los Angeles Rams
Orzech firmò con i Los Angeles Rams l'11 gennaio 2021. A fine stagione vinse il Super Bowl LVI contro i Cincinnati Bengals.

### Green Bay Packers
Il 17 marzo 2023 Orzech firmò con i Green Bay Packers.

## Palmarès
- Super Bowl : 1

Los Angeles Rams: LVI
- National Football Conference Championship: 1

Los Angeles Rams: 2021